# Zbór Ewangelickiego Kościoła Czeskobraterskiego we Frydku-Mistku
Zbór Ewangelickiego Kościoła Czeskobraterskiego we Frydku-Mistku – zbór (parafia) ewangelicka w Frydku-Mistku, należąca do senioratu morawskośląskiego Ewangelickiego Kościoła Czeskobraterskiego, w kraju morawsko-śląskim, w Czechach.
Zbór ten powstał w 1919 roku. Po drugiej wojnie światowej otrzymał od władz czechosłowackich budynek kościoła dawnego Niemieckiego Kościoła Ewangelickiego w Czechach, na Morawach i na Śląsku, obecnie współużytkowany ze zborem Śląskiego Kościoła Ewangelickiego Augsburskiego Wyznania we Frydku-Mistku.